# Mimopydna albidostriata
Mimopydna albidostriata är en fjärilsart som beskrevs av Felix Bryk 1950. Mimopydna albidostriata ingår i släktet Mimopydna och familjen tandspinnare. Inga underarter finns listade i Catalogue of Life.